# Erika Slezak
Erika Alma Hermina Slezak (Los Angeles, 5 de agosto de 1946) é uma atriz estadunidense. Ela é mais conhecida por seu papel como Victoria "Viki" Lord na soap opera One Life to Live, pelo qual ganhou seis prêmios Emmy entre 1984 e 2005.